# Kuutti Lavonen

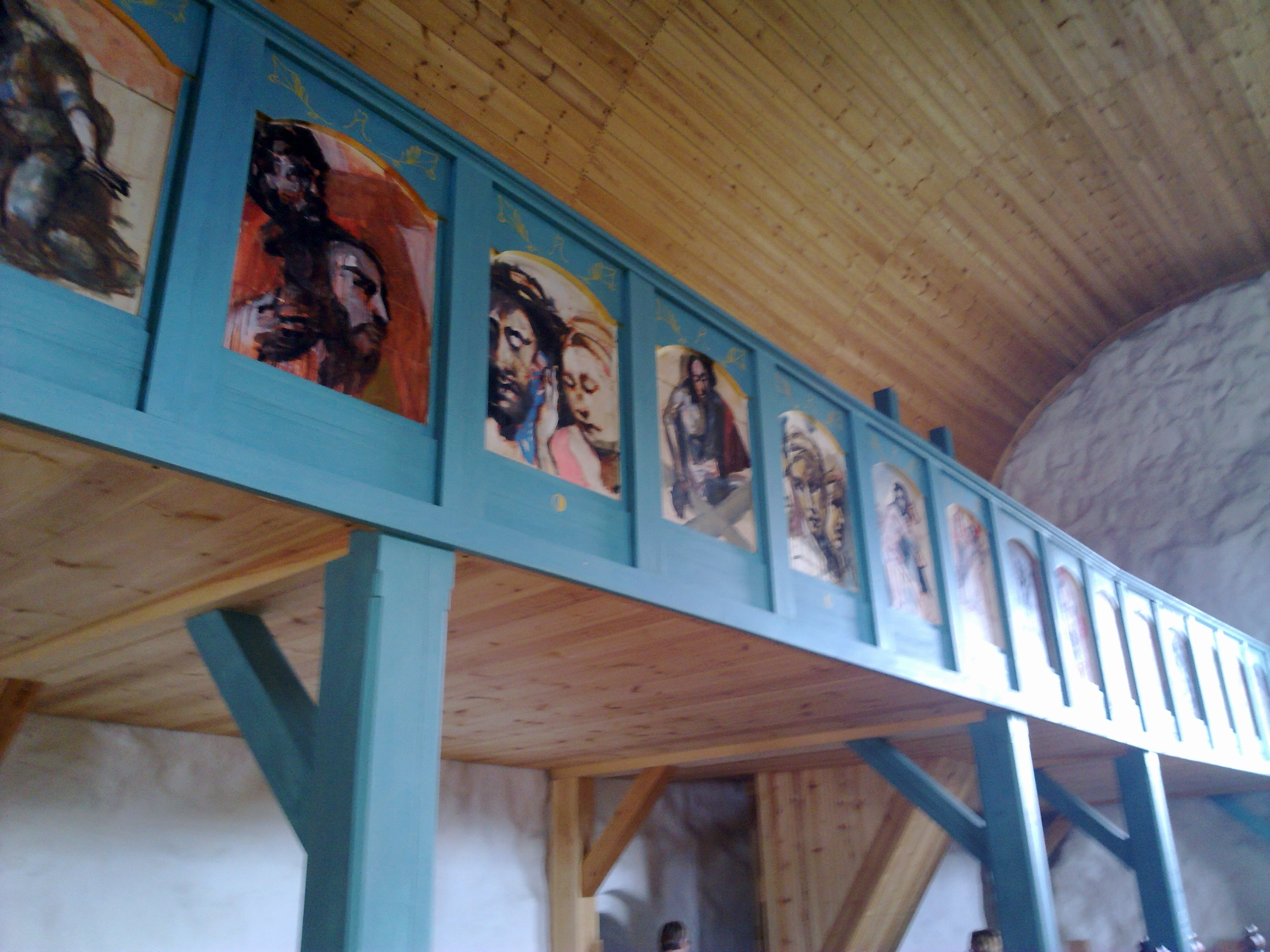
Ett urval målningar av Kuutti Lavonen i Sankt Olofs kyrka i Sastamala i tidigare Tyrvis kommun, Finland.

Kuutti Lavonen, född den 7 februari 1960 i Kotka i Finland, är en finländsk grafisk formgivare, målare, fotokonstnär och professor, bosatt i Helsingfors, Finland. Han är son till bildkonstnären Ahti Lavonen (1928–1970) och textilkonstnären Maija Lavonen (1931–2023), och bror till dramaturgen Sussa Lavonen (1966–). Han var gift med Ulla Tuomala fram till 2008 och han har två barn. Kuutti Lavonen var professor i grafisk formgivning vid Konstuniversitetets Bildkonstakademi 1999–2003. 
Kuutti Lavonen utbildade sig vid Istituto Superiore per le Industrie Artistiche i Urbino, Italien, 1978–1979, och vid Konstuniversitetets Bildkonstakademi i Helsingfors 1980–1984. Han arbetar sedan 2006 på en doktorsavhandling om Bernardo Cavallino (1616–1656) vid Lapplands universitet i Rovaniemi i Finland. Kuutti Lavonen debuterade som konstnär 1978. Förutom i Finland har han ställt ut i bland andra Sverige, Danmark, Estland, Tyskland, Österrike, Polen, Skottland, Belgien, Frankrike, Spanien, Italien, Tjeckoslovakien, Sovjetunionen, Argentina, Uruguay, Venezuela och Colombia.
Han blev särskilt uppmärksammad för den konstnärliga utsmyckningen av Sankt Olofs kyrka i Tyrvis i Finland, skapad tillsammans med konstnären Osmo Rauhala. Den medeltida kyrkan hade ödelagts nästan fullständigt vid en anlagd brand 1997.

## Offentliga verk i urval
- Muralmålning till nya delen av Vasa stadsteater, Vasa, Finland, 1992.
- Sankt Olofs kyrka[2], konstnärlig utsmyckning av interiören tillsammans med Osmo Rauhala, i Sastamala i tidigare Tyrvis kommun, Finland, 2006–2009.
- Pauluskyrkan, Tartu, Estland. Altarskåpets målningar i anslutning till kyrkans restaurering, 2008–2015.

## Priser och utmärkelser i urval
- 1986 Årets unga konstnär, Finland – stipendiat.[3]
- 2016 Pro Finlandia-medaljen.[4]
- 2009 Kyrkans kulturpris, för konstnärlig utsmyckning av Sankt Olofs kyrka i Tyrvis i Finland, skapad tillsammans med konstnären Osmo Rauhala.[5]
- 2009 Suomi-priset, Undervisnings- och kulturministeriets i Finland årliga kulturpris, för konstnärlig utsmyckning av Sankt Olofs kyrka i Tyrvis i Finland, skapad tillsammans med konstnären Osmo Rauhala.[6]